# Khotju v tjurmu
Khotju v tjurmu (russisk: Хочу в тюрьму) er en russisk spillefilm fra 1998 af Alla Surikova.

## Medvirkende
- Vladimir Ilin som Ljamkin
- Natalja Gundareva som Masha
- Alla Kliouka som Marie
- Mikhail Petrovskij som Chris
- Sergej Batalov som Vovan